# Černín (okres Znojmo)
Černín (německy Czernin) je obec v okrese Znojmo v Jihomoravském kraji. Žije zde 155 obyvatel.

## Historie
První písemná zmínka o obci pochází z roku 1131.

## Pamětihodnosti
- kostel svatého Jakuba Staršího – jednolodní románský chrám pochází ze 2. poloviny 12. století, poté rozšířený koncem 13. století a dále upravovaný v 17. a 18. století; kostel stojí na návsi, na mírném návrší a tvoří dominantu obce
- boží muka z počátku 18. století na východním okraji obce